# Джерело № 1 (Скотарське)
Джерело № 1 — гідрологічна пам'ятка природи місцевого значення. Об'єкт розташований на території Воловецького району Закарпатської області, с. Скотарське, ДП «Воловецьке ЛГ», Верхньоволовецьке лісництво, квартал 3, виділ 2.
Площа — 0,5 га, статус отриманий у 1984 році (Рішення Закарпатського облвиконкому від 23.10.1984 р. № 253).
Охороняється джерело мінеральної води та прилегла територія. Вода гідрокарбонатно-натрієво-кальцієва. Загальна мінералізація - 0,5 г/л, мікроелемент - марганець. Придатна для лікування захворювань органів травлення.